# Пошта у Кременчуці

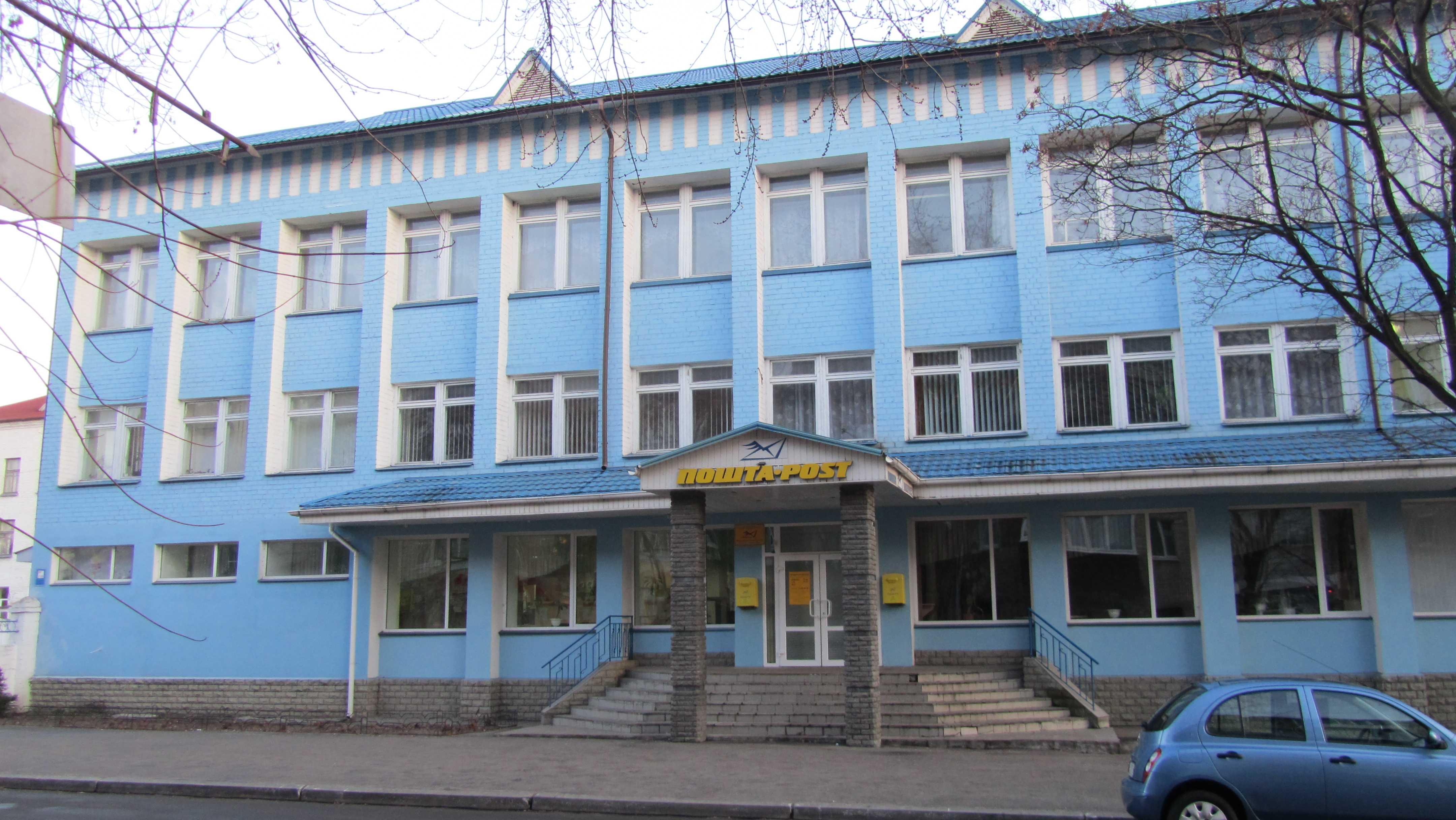
Центр поштового зв'язку № 2 Полтавської дирекції УкрПошти у місті Кременчуці

Пошта у Кременчуці — система поштових послуг та інфраструктури на території Кременчука. У місті розміщений Центр поштового зв'язку № 2 Полтавської дирекції УкрПошти. Він обслуговує власне Кременчук, а також Кременчуцький район, смт. Козельщина, Козельщинський район, м. Глобине та Глобинський район. Зараз працюють 21 відділення зв'язку УкрПошти. Поштові послуги у місті також надають: «Нічний експрес», «Нова пошта», «Ін-Тайм», «Автолюкс» та інші.

## Історія
Початок поштової служби в Кременчуці було покладено 1769 року, коли засновується поштова станція і прокладається перший маршрут: Кременчук—Запорозька січ. Пошта відправлялася двічі на тиждень у певний час. Швидкість пересування була досить висока — у середньому 7 верст на годину. Перебувала перша поштова контора в кварталі між сучасними вулицями Ігоря Сердюка—Майора Борищака, Лейтенанта Покладова—Пролетарській.
У першій половині XIX століття через Кременчук проходили дві основні поштові дороги: з Москви через Полтаву, Решетилівку, Кременчук на Одесу, з Санкт-Петербурга через Прилуки, Пирятин, Лубни, Хорол, Кременчук на Одесу. Важливе значення мали також Київський поштовий тракт — через Кременчук, Градизьк, Золотоношу; Чернігівський — через Кременчук, Піщане, Рублівку, Яроші, Жуки. Ними постійно везли казенні та купецькі вантажі, здійснювалося рух військових команд, їздили подорожні.
З іншими населеними пунктами Україна Кременчук пов'язували транспортні поштові дороги: від Кременчука до Ромен через Омельник, Манжелію, Федорівку; від Кременчука до Кобеляк, від Кременчука до Переволочни.
Забудовуючи на початку XIX століття ліве крило центральної площі, (нині площа Перемоги) відставили повітову поштову контору, а комплекс будівель кінного поштового двору звели на березі Дніпра на початку Херсонській вулиці (зараз вулиця Лейтенанта Покладова) біля з'їзду з моста.

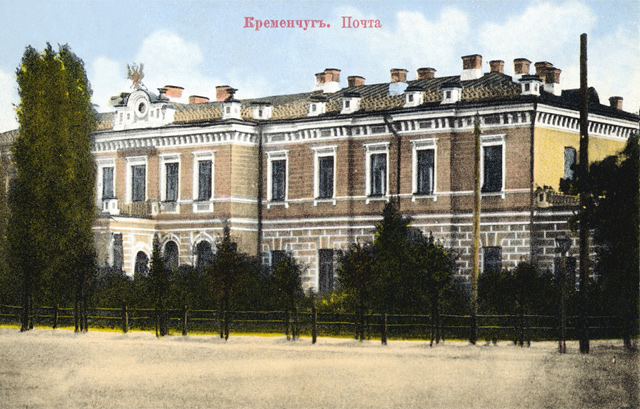
Будівля пошти кінця XIX-початку XX століття

Відповідно до Положення про організацію зв'язку в країні від 28 травня 1885 року на Полтавщині створюються поштово-телеграфні округи. Кременчуцька повітова пошта перейменовується у поштово-телеграфну контору. У 1888-1895 роках за проектом і під керівництвом цивільного інженера Г. Павловського докорінно перебудовується будинок повітової поштової контори. Будівля була зруйнована 1943 року відступаючими німецькими солдатами.